# Ophion takaozanus
Ophion takaozanus är en stekelart som beskrevs av Tohru Uchida 1928. Ophion takaozanus ingår i släktet Ophion och familjen brokparasitsteklar. Inga underarter finns listade i Catalogue of Life.